# Сакраменто (река)
Сакраменто (англ. Sacramento River) — река в северной и центральной Калифорнии, США. Длина реки — 719 км, площадь водосборного бассейна — 71432 км². Это крупнейшая река штата по расходу воды. Берёт своё начало на хребте Кламат и течёт в южном направлении на протяжении более 640 км, прежде чем достигнет залива Суисун-Бей, который является частью залива Сан-Франциско Тихого океана. Площадь бассейна реки Сакраменто — 71 000 км². Он, главным образом, занимает район, окружённый Калифорнийскими береговыми хребтами и горами Сьерра-Невада, известный как долина Сакраменто, а также включает часть вулканического плато на северо-востоке Калифорнии. Исторически бассейн реки был более обширен и включал значительные территории на юге штата Орегон, которые сейчас преимущественно являются бессточной областью, ранее имевшей сток в реку Пит.
Бассейн реки являлся местом интенсивной добычи золота в период Калифорнийской золотой лихорадки. Длина судоходного участка, благодаря искусственным каналам, составляет около 290 км. Океанские корабли могут проходить вверх по реке до города Сакраменто. На реке несколько плотин, в том числе Шаста и Кесвик. Дельта реки получила прозвище «Эверглейдс Запада». Популярное место отдыха и туризма

## Течение

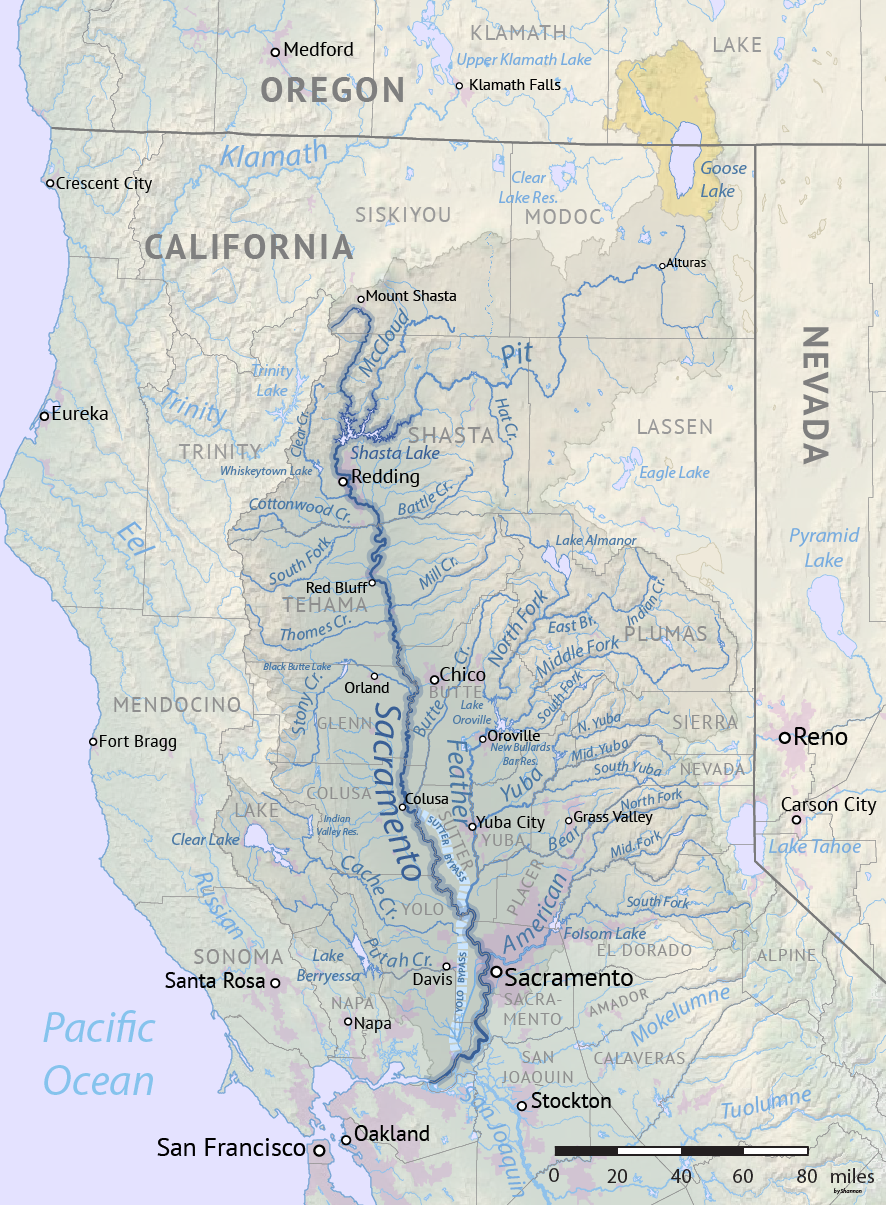
Карта течения реки Сакраменто

Река Сакраменто берёт начало на вулканических плато и горных хребтах северной Калифорнии в виде двух истоков — рек Аппер-Сакраменто и Пит. Аппер-Сакраменто начинается вблизи горы Шаста и течёт на юг через горы Кламат на протяжении 116 км, протекая через населённые пункты Маунт-Шаста, Дансмьюр и Лейкхед. Тем не менее, истинные истоки реки Сакраменто находятся значительно северо-восточнее, в районе плато Модок, откуда несёт свои воды река Пит. Обе реки сливаются в водохранилище Шаста, сформированное плотиной Шаста. Расход воды реки Пит (120,9 м³/с) почти в 4 раза превосходит расход воды реки Аппер-Сакраменто (33,7 м³/с). Таким образом, река Аппер-Сакраменто является основным верховьем реки Сакраменто только по названию.
Ниже плотины Шаста река Сакраменто течёт в южном направлении через предгорья и окончательно спускается на равнину вблизи города Реддинг — первого крупного города вдоль течения реки и второго крупнейшего города вдоль всего её течения. С запада и востока река принимает множество небольших и средних притоков. В месте, где Сакраменто меандрирует по Центральной равнине, в городке Ред-Блаф, значительная часть потока отводится в два оросительных канала. Сакраменто продолжает течь на юг, принимая приток Мил-Крик близ города Тихама и притоки Стони-Крик и Биг-Чико-Крик к юго-западу от города Чико. Далее река протекает через город Колуса и принимает приток Бьют-Крик в 5 км от Саттер-Бьютс — группы изолированных эродированных вулканических куполов посреди долины Сакраменто.
В 40 км к юго-востоку от Колусы, вблизи городка Фремонт-Ландинг, Сакраменто принимает свой крупнейший приток (без учёта верховья Пит) — реку Фетер, которая спускается с гор Сьерра-Невада на северо-востоке. Примерно в 16 км ниже устья Фетера река протекает через город Сакраменто и принимает приток Американ-Ривер — свой второй по величине приток. Здесь же река разделяется на 2 рукава — основное естественное русло и искусственный канал. Оба рукава также текут в южном направлении через низменности и вновь сливаются в совместном эстуарии рек Сакраменто и Сан-Хоакин близ города Рио-Виста.
Устьем реки Сакраменто является залив Суисун-Бей вблизи города Антиок, где она сливается с рекой Сан-Хоакин, к югу от холмов Монтесума. Вблизи устья ширина реки достигает 2 км. Совместные воды двух реки текут далее через залив Суисун-Бей, пролив Каркинес, заливы Сан-Пабло и Сан-Франциско и в конечном итоге попадают в Тихий океан к северу от города Сан-Франциско.

## Расход воды
Средний годовой расход воды в реке Сакраменто составляет 850 м³/с, что составляет более 27 км³ воды в год, делая Сакраменто второй крупнейшей рекой на Тихоокеанском побережье континентальных США по этому показателю. Вдоль реки расположены несколько гидрологических постов Геологической службы США. Посты расположены в Дельте (близ устья Маунт-Шаста), в Кесвике (близ Реддинга), в Колусе, в Вероне и во Фрипорте. На гидрологическом посту в Дельте, который функционирует с 1945 года, средний годовой расход воды составляет 33,7 м³/с. В Кесвике, уже после впадения реки Пит, средний расход воды увеличивается до 287 м³/с, а в Колусе — до 330 м³/с (за период наблюдений с 1946 по 2009 годы). В Вероне, ниже впадения реки Фетер, расход воды реки Сакраменто составляет 495 м³/с. На гидрологическом посту во Фрипорте этот показатель за период наблюдений с 1949 по 2009 годы составляет 665 м³/с.
| Средний расход воды (м³/с) реки по месяцам (замеры производились на гидрологическом посту во Фрипорте) |

## Бассейн

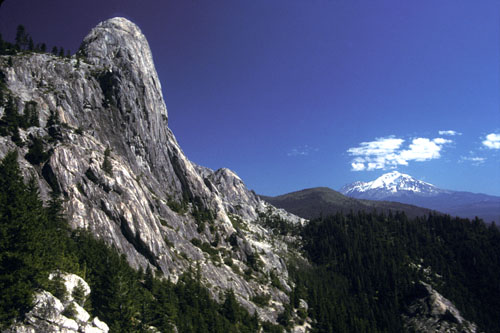
Касл-Крагс — группа гранитных пиков, возвышающихся над каньоном реки Аппер-Сакраменто (справа). Вдалеке виднеется гора Шаста.

Бассейн реки Сакраменто включает значительную территорию на севере штата Калифорния и практически полностью расположен в границах штата. Историческим исключением из этого утверждения является тот факт, что бессточная сегодня область озера Гус (на юге штата Орегон) в отдельные периоды разгружалась в реку Пит, и была, соответственно, частью бассейна реки Сакраменто. Бассейн реки почти полностью расположен между горами Сьерра-Невада и Каскадными горами (на востоке) и Береговыми хребтами и горами Кламат (на западе). Приток Сакраменто, река Пит, является одной из трёх рек, которые пересекают главный хребет Каскадных гор. Другие две реки — Кламат и Колумбия.
По расходу воды Сакраменто является второй крупнейшей рекой континентальных штатов, впадающей в Тихий океан, после реки Колумбия, расход воды которой превосходит Сакраменто почти в 7 раз. Река Колорадо, впадающая в Калифорнийский залив, значительно превосходит Сакраменто, как по длине, так и по площади бассейна, однако её расход воды меньше, чем у Сакраменто. После рек Колорадо и Сан-Хоакин, Сакраменто имеет третий крупнейший бассейн в штате Калифорния. Взятая вместе с рекой Пит, Сакраменто является также одной из длиннейших рек США, полностью протекающих по территории одного штата (после реки Кускокуим на Аляске и Тринити — в Техасе).
Бассейн реки Сакраменто граничит с бассейнами рек Кламат (на севере), Сан-Хоакин и Мекалемни (на юге) и Ил (на западе). Бассейн реки Рашен-Ривер также расположен на западе; на севере находятся бессточные области озёр Хани и Игл. Вдоль восточной границы также имеются бессточные области Большого Бассейна, включая бассейны рек Траки и Карсон. Некоторые части бассейна расположены вблизи границы со штатом Невады, однако находятся полностью на территории Калифорнии.
География бассейна реки Сакраменто изменяется от покрытых снежными шапками пиков Сьерра-Невады до болот и полей вблизи устья реки, расположенных на уровне море, а иногда и ниже его. Высшей точкой бассейна является гора Шаста, расположенная в верховьях реки, высота которой составляет 4229 м над уровнем моря. Большая часть долины реки Сакраменто занята сельскохозяйственными землями, включая 8100 км² орошаемых земель. Большая часть горных районов в пределах бассейна занята лесами, многие из которых находятся на землях Лесной службы США. На территории бассейна имеются также небольшие районы, занятые травянистыми равнинами и высокими пустынями. В бассейне Сакраменто проживают около 2,8 млн человек, более чем половина из них — в агломерации города Сакраменто. Другие крупные города в пределах бассейна: Чико, Реддинг, Дейвис и Вудланд.
Бассейн Сакраменто включает большую часть округов Шаста, Тихама, Гленн, Бьютт, Плумас, Юба, Саттер, Лейк и Йоло, а также небольшие части в других округах Калифорнии. В пределах бассейна расположены национальные леса Мендосина и Тринити (Береговые хребты); Шаста и Лессен (южные Каскадные горы); Плумас, Тахо и Эльдорадо (западные склоны Сьерра-Невада). Кроме того, здесь находится национальный парк Лассен-Волканик, занимающий территорию в 430 км².

## История

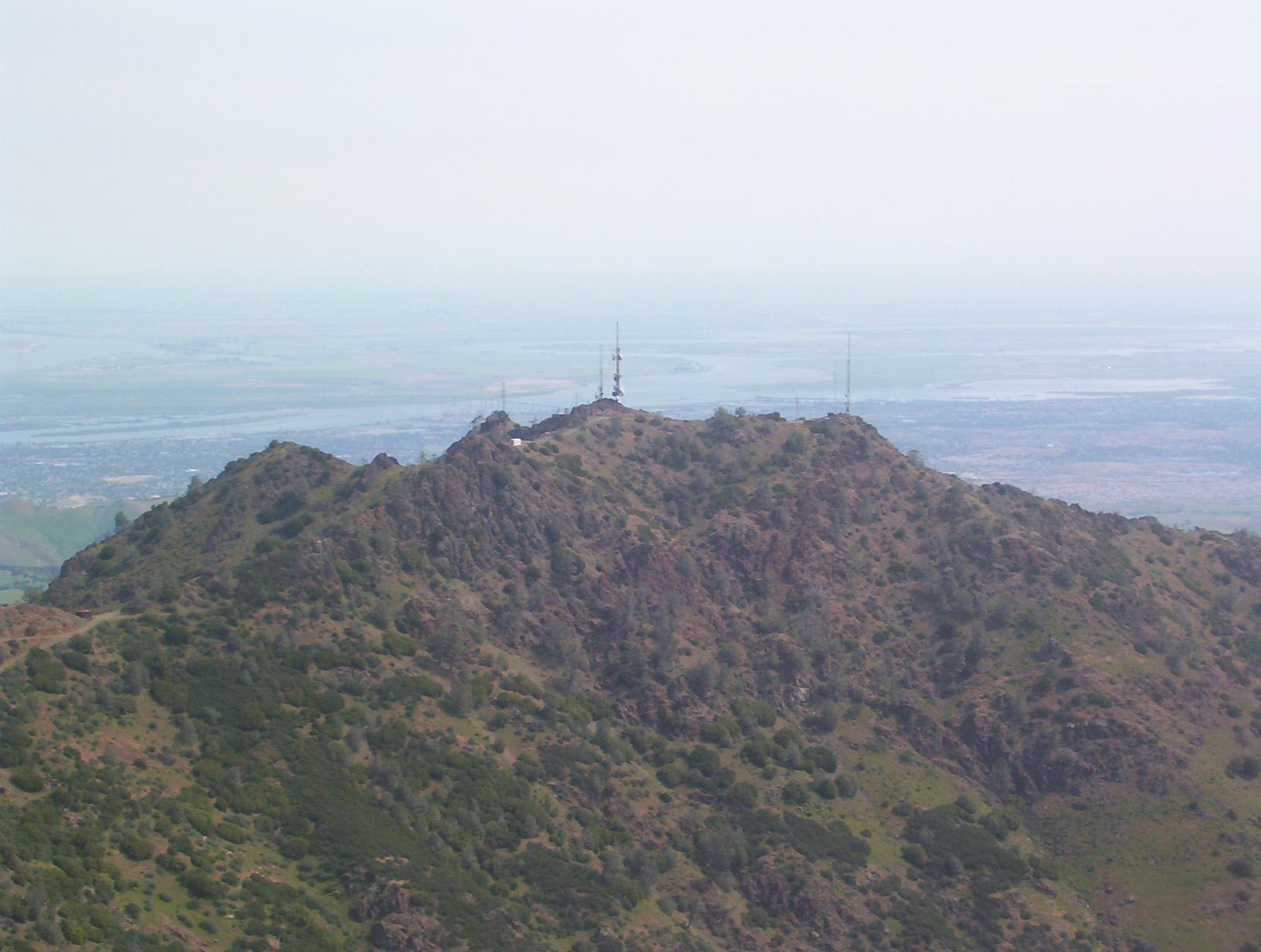
Вид на эстуарий рек Сакраменто и Сан-Хоакин с горы Дьябло, недалеко от места, где экспедиция Педро Фагеса возможно впервые увидела реку Сакраменто

Долина Сакраменто впервые была заселена людьми около 12 000 лет назад, однако первые постоянные поселения, вероятно, появились только около 8000 лет назад. Историки подразделили местное население на несколько групп (племён), которые включают: шаста, модоков и ачомави (на вулканическом плато на севере); уиту и хупа (в горах Кламат и Тринити); номлаков, юки, патвин и помо (Береговые хребты); яна, ацугеви, майду, конкоу и нисенан (Сьерра и её западные предгорья) и мивоков (на юге).
Основным занятием коренного населения долины Сакраменто была охота, собирательство и рыбная ловля; земледелие было развито слабо. Размер населённых пунктов сильно различался. Основным продуктом питания населения долины, как и населения большей части современной Калифорнии, были жёлуди, из которых изготовлялся хлеб. Другими важными продуктами питания были корни диких растений, семена, ягоды, рыба, мясо оленей, кроликов и птиц.
Первыми европейцами, посетившими эти места, были, вероятно, участники испанской экспедиции в Северную Калифорнию 1772 года, возглавленную капитаном Педро Фагесом. Экспедиция поднялась на горы к северу от залива Суисун-Бей, откуда видела эстуарий рек Сакраменто и Сан-Хоакина. Участники экспедиции отмечали, что Сан-Хоакин, текущая с юга, была крупнейшей рекой, увиденной ими. Возможно, с выбранной для обзора позиции они не увидели саму реку Сакраменто. В 1808 году испанский офицер Габриель Морага, путешествующий с целью поиска места для строения миссий, стал первым иностранцем, точно увидевшим реку Сакраменто. Именно он назвал реку Рио-де-лос-Сакраментос. В последующие годы нижнюю часть реки пересекали ещё 2 испанские экспедиции, последняя из них — в 1817 году.
Начиная с 1820-х годов данную территорию посещали трапперы Компании Гудзонова залива, которые продвигались на юг от Орегонской земли. Первая организованная экспедиция, возглавляемая Питером Скином Огденом, посетила район горы Шаста в 1826 году. В это время Калифорния контролировалась Мексикой, однако немногочисленные мексиканские поселенцы проживали главным образом в деревнях вдоль южной границы и центральной части побережья. Маунтинмены Компании Гудзонова залива создали из нескольких индейских путей Тропу Сискию, которая шла через горы от долины Уилламет в Орегоне до северной части долины Сакраменто. Через некоторое время эта тропа, расширенная до Сан-Франциско и Портленда, станет важным путём торговли и дорогой для переселенцев.

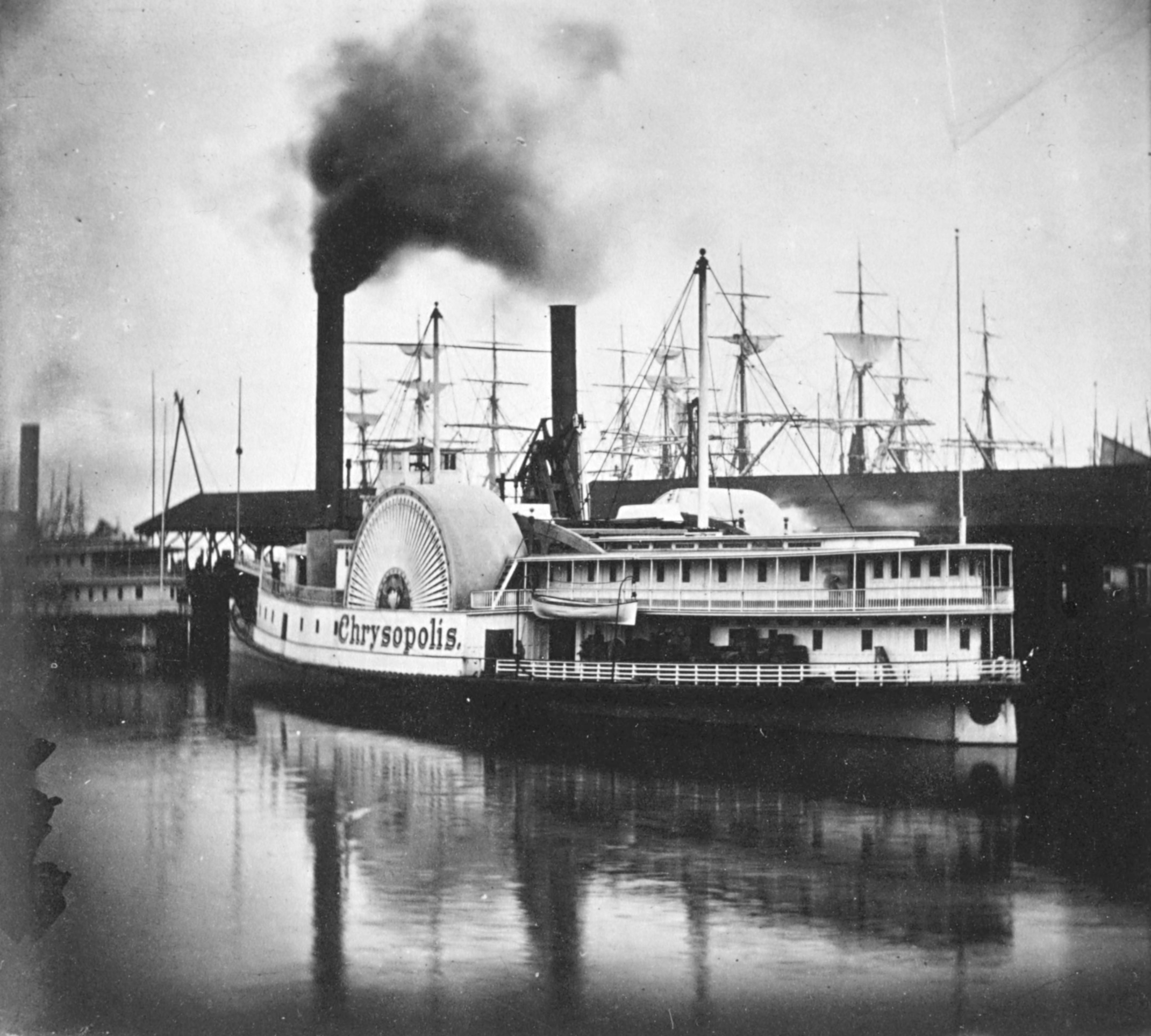
Chrysopolis — один из пароходов, курсирующих по реке Сакраменто во время Калифорнийской золотой лихорадки

В 1841 году Джон Саттер и его люди построили форт в месте впадения в Сакраменто реки Американ-Ривер; Саттеру также были предоставлены 50 000 акров земли, примыкающие к обеим рекам. Назвав свои владения «Новая Швейцария», Саттер создал в низовьях реки Сакраменто сельскохозяйственную империю, привлекая сюда сотни поселенцев и используя рабочую силу коренного населения. Отношения Саттера с местными племенами были двойственны и весьма неоднозначны. Процветание владений Саттера косвенно привело к его финансовому упадку и положило начало одному из наиболее значительных событий в истории Калифорнии. Рабочий Саттера, Джеймс Маршалл, строивший лесопилку на одном из ручьёв, впадающих в Американ-Ривер, обнаружил там золото. Вскоре весть о золоте распространилась далеко за пределы этих мест, приведя на реку Сакраменто около 300 000 человек, и положив начало Калифорнийской золотой лихорадке. Люди попадали в регион по Орегонской тропе и тропе Сискию, по Калифорнийской тропе, по Южной иммигрантской тропе, морем и другими путями. Пароходы курсировали вверх и вниз по реке Сакраменто, доставляя старателей из Сан-Франциско на золотые прииски. По мере продвижения старателей вглубь гор Сьерра-Невада и Кламат, коренное население было оттеснено с их земель, что привело к многочисленным стычкам индейцев со старателями, которые продолжались до тех пор, пока не вмешалось правительство штата и федеральное правительство.
С притоком мигрантов в регион попали такие болезни, как малярия и оспа, против которых у коренного населения не было иммунитета. От этих болезней в течение нескольких десятилетий после прибытия Саттера и начала золотой лихорадки погибла большая часть индейцев. Кроме того, многие погибли в различных стычках с поселенцами; часть индейцев была насильно переселена в резервации вблизи долины Сакраменто, главным образом в районе Береговых хребтов. В начале 1850-х годов между индейцами и федеральным правительством были заключены несколько договоров относительно перемещения населения в резервацию в предгорьях Сьерра-Невады; данные обещания были нарушены. В 1863 году племена, проживающие в среднем течение реки Сакраменто и вдоль реки Фетер, были насильственно переселены в резервацию Руд-Вэлли близ реки Ил. Из 461 человека резервации достигли только 277 человек, остальные погибли от голода и болезней.
Город Сакраменто, построенный на месте форта Саттера, стал процветающим сельскохозяйственным центром, предоставляющим еду для тысяч старателей, работающих неподалёку, а также местом обмена всего золота, добываемого в долине. Город был официально основан в 1850 году. С ростом экономического значения региона Южная тихоокеанская транспортная компания построила вдоль реки Сакраменто железную дорогу, соединяющую Калифорнию и Орегон. В 1862 году долина Сакраменто пережила крупное наводнение; в дальнейшем отмечалось ещё несколько значительных наводнений, причинивших значительный ущерб. Чтобы защитить территории вдоль реки от наводнений потребовались различные инженерные решения, которые были, однако, реализованы только в XX веке.

## Гидротехнические сооружения

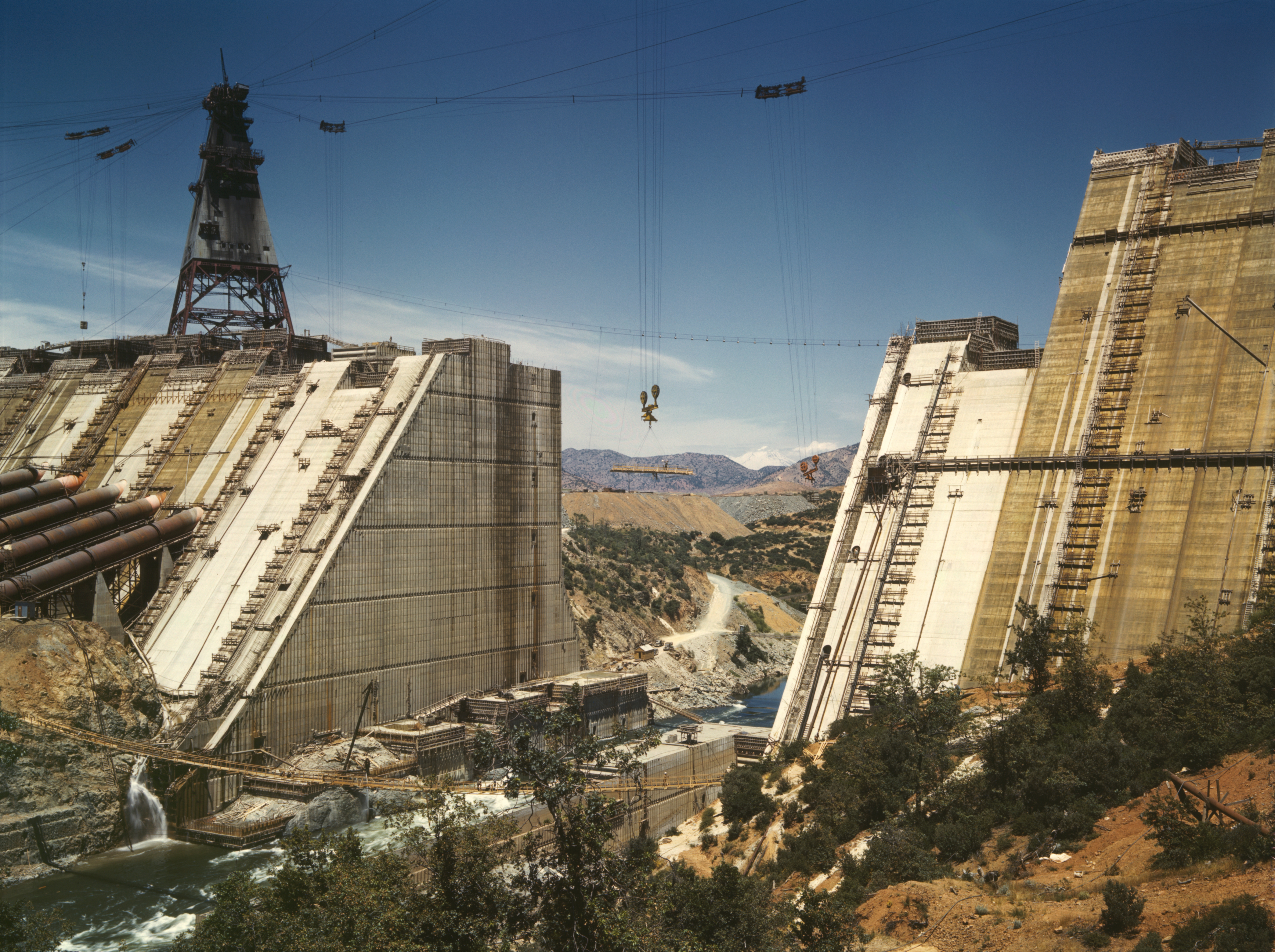
Плотина Шаста на стадии строительства (июнь 1942 года)

В 1938 году началось строительство плотины Шаста, основной плотины на реке Сакраменто, которая была закончена в 1945 году. Целью строительства плотины была защита долины Сакраменто от наводнений, накопление воды для последующего использования во время продолжительной засухи, улучшение судоходных условий и производство электроэнергии. В последующие десятилетия были построены крупные плотины на основных притоках Сакраменто: реках Пит, Фетер и Американ-Ривер. В 1950-е и 1960-е годы были построены плотины Фолсом, Оровилл и Нью-Баллардс. Со строительством всех этих гидротехнических сооружений было достигнуто регулирование уровня воды в реке Сакраменто, а также стало возможным контролируемое отведение вод для орошения сельскохозяйственных угодий.
Два основных оросительных канала (Тихама-Колуса и Корнинг) обеспечивают водой западную часть долины Сакраменто. Оба они берут начало у города Ред-Блафф, имеют протяжённость 179 и 34 км соответственно и отводят из реки Сакраменто вместе более 85 м³/с воды, которая используется для орошения около 100 019 акров сельхозугодий. Глубоководный судоходный канал реки Сакраменто был создан для улучшения судоходных условий, его строительство позволило крупным океанским судам подниматься вверх до города Сакраменто. Канал был построен инженерными войсками США; он составляет 69 км в длину при глубине 9,1 м.
В 1959 году началось строительство Калифорнийского акведука (California Aqueduct), соединившего бассейны рек Сакраменто и Сан-Хоакин. В районе эстуария этих рек была построена серия плотин, дамб, каналов и насосных станций, обеспечивающих отвод воды с максимальным показателем в 290 м³/с в рукотворный канал:5. Этот канал протянулся на 715 км на юг от эстуария рек Сакраменто и Сан-Хоакин, вдоль западной стороны долины Сан-Хоакин, обеспечивая орошение полей вдоль своего течения. Оставшаяся часть воды перекачивается через горы Техачапи (около 910 м) и обеспечивает водой многочисленное население на юге Калифорнии.
В разные годы существовали различные проекты по переброске вод из других бассейнов в бассейн реки Сакраменто, чтобы восполнить потерю большого количества воды, отводимого из самой реки Сакраменто. Некоторые из этих проектов были реализованы, в том числе проект по переброске более 90 % всего течения реки Тринити по туннелю под горами Кламат в реку Сакраменто. Из-за серьёзных экологических последствий сегодня от реки Тринити отводится меньше воды, чем несколько десятилетий назад. Один из наиболее известных неосуществлённых проектов предполагал полную переброску течения реки Кламат через систему водохранилищ, каналов и туннелей в долину Сакраменто. Похожий проект предполагал почти полную переброску течения реки Ил в Сакраменто. Оба проекта так и не увидели свет из-за многочисленных протестов со стороны местных жителей и экологов, а также из-за чрезвычайной дороговизны таких сооружений.